# ناحية مركزية (مقاطعة بجستان)
الناحية المركزية لمقاطعة بجستان (بالفارسية: بخش مرکزی شهرستان بجستان) هي ناحية في مقاطعة بجستان التابعة لمحافظة خراسان رضوي في إيران. في تعداد عام 2006 ، كان عدد سكانها 14,518 في 4,033 عائلة. فيها مدينة واحدة: بجستان. وقسمان ريفيان قسم بجستان الريفي وقسم جزين الريفي.